# Secret Wars II
Secret Wars II (en español: Guerras Secretas II) es una serie limitada de nueve números publicada originalmente entre 1985 y 1986 por Marvel Comics. Fue escrita por Jim Shooter y dibujada por Al Milgrom.
La trama argumental de Secret Wars II afectaba a otras series, las cuales lucían un rótulo en la esquina superior derecha indicando que eran parte de la historia. 
Esta serie es también una secuela de Secret Wars, publicada entre 1984 y 1985.

## Historia
Un año después de que los más poderosos superhéroes y supervillanos fueron secuestrados y llevados a un mundo lejano, Beyonder viaja hasta la Tierra para continuar el estudio de la humanidad y cruzarse en el camino de todos los héroes del Universo Marvel. Beyonder interacciona con cada superhéroe con el fin de llegar a comprender sentimientos como el deseo, el amor, la furia, etc. Así es que cuando los superhéroes comprenden el peligro que Beyonder supone para todos, se alían para combatirlo.

## Ediciones en español
En 2014, Panini Comics editó la obra completa en dos libros titulados ¿Quién es el Todopoderoso? y Círculo cerrado, dentro de la colección Marvel Héroes. Estos tomos contienen la serie limitada original, todos los episodios de otras colecciones y las diversas secuelas que se han producido a lo largo de las décadas posteriores. 